# Wilde rijst
Wilde rijst (Zizania) is een geslacht van grassen. Anders dan de naam doet vermoeden, is wilde rijst geen rijst (hoewel het wel nauw verwant is aan het rijstgeslacht Oryza). Wilde rijst is eigenlijk ook nauwelijks wild te noemen, omdat hij voornamelijk commercieel wordt geteeld.
Wilde rijst groeit in rustig, ondiep water in kleine meren en langzaam stromende rivieren. De stengels zijn 1 tot 2 meter lang, maar vaak is alleen de bloeiende top boven water te zien.

## Soorten
Drie wilde rijstsoorten zijn inheems in Noord-Amerika, een vierde komt van nature in Azië voor.
- Zizania palustris L.
Een eenjarige plant die van nature voorkomt in het Grote Merengebied
- Zizania aquatica L.
Een eenjarige plant die groeit in de Saint Lawrencerivier en langs de kust van de Atlantische Oceaan en de Golf van Mexico
- Zizania texana A.S. Hitchc.
Een vaste plant die wordt gevonden in een klein gebied langs de San Marcos-rivier in Texas
- Zizania latifolia (Griseb.) Turcz ex Stapf
Een vaste plant die inheems is in China

Z. texana wordt bedreigd met uitsterven als gevolg van habitatverlies door ontginning en vervuiling. Z. latifolia is bijna uit het wild verdwenen in zijn oorspronkelijke verspreidingsgebied in China, maar is per ongeluk geïntroduceerd in Nieuw-Zeeland en wordt daar nu als een invasieve soort beschouwd.

## Gebruik
De zaden van wilde rijst, vooral Z. palustris, worden geoogst als graan. Samen met maïs is het de enige graansoort die inheems is in Noord-Amerika. Indianen oogsten traditioneel wilde rijst door vanuit een kano met houten stokken als een soort dorsvlegel tegen de rijpe graanhoofden aan te slaan, zodat de zaden in de kano belanden. De halmeinden worden in bossen bij elkaar gebonden wanneer deze 'melkrijp' zijn. Dit zorgt voor minder mogelijke verspilling bij het oogsten en verkomt vogelvraat.
Bij sommige indiaanse volkeren, zoals de Ojibweg (Chippewa), speelt wilde rijst een belangrijke culturele, religieuze en economische rol. Zij noemen dit gewas dan ook manoomin, wat "heilig graan" betekent.
Wilde rijst wordt op commerciële schaal verbouwd in rijstvelden in Californië en Minnesota. Ook in Canada, Australië en Hongarije wordt wilde rijst verbouwd. Wilde rijst is duurder dan rijst en wordt vaak gemengd met "gewone" rijst verkocht.
Z. latifolia was ooit een belangrijke graansoort in China, maar omdat het moeilijk te domesticeren is, is het geleidelijk aan vervangen door rijst. Wel wordt wilde rijst in China en Zuidoost-Azië geteeld om de stengels. Deze stengels, die zijn opgezwollen door infectie met de brandschimmel Ustilago esculenta, worden als groente gegeten. Import van de stengels is verboden in de Verenigde Staten om de Noord-Amerikaanse wilde rijstsoorten tegen de schimmel te beschermen.
Wilde rijst wordt tegenwoordig ook gebruikt als sierplant in tuinvijvers.

## Afbeeldingen

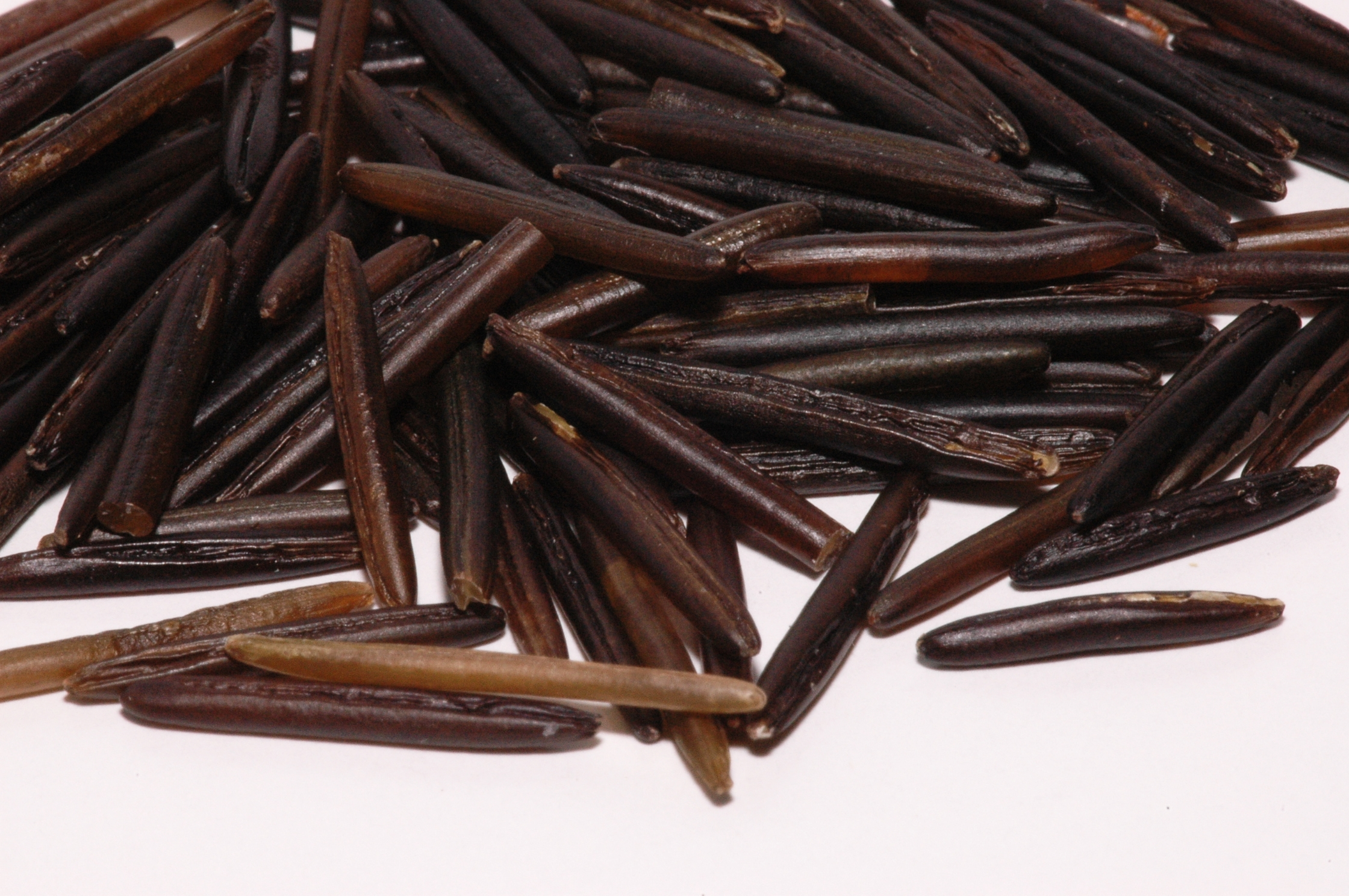
Wilde rijst
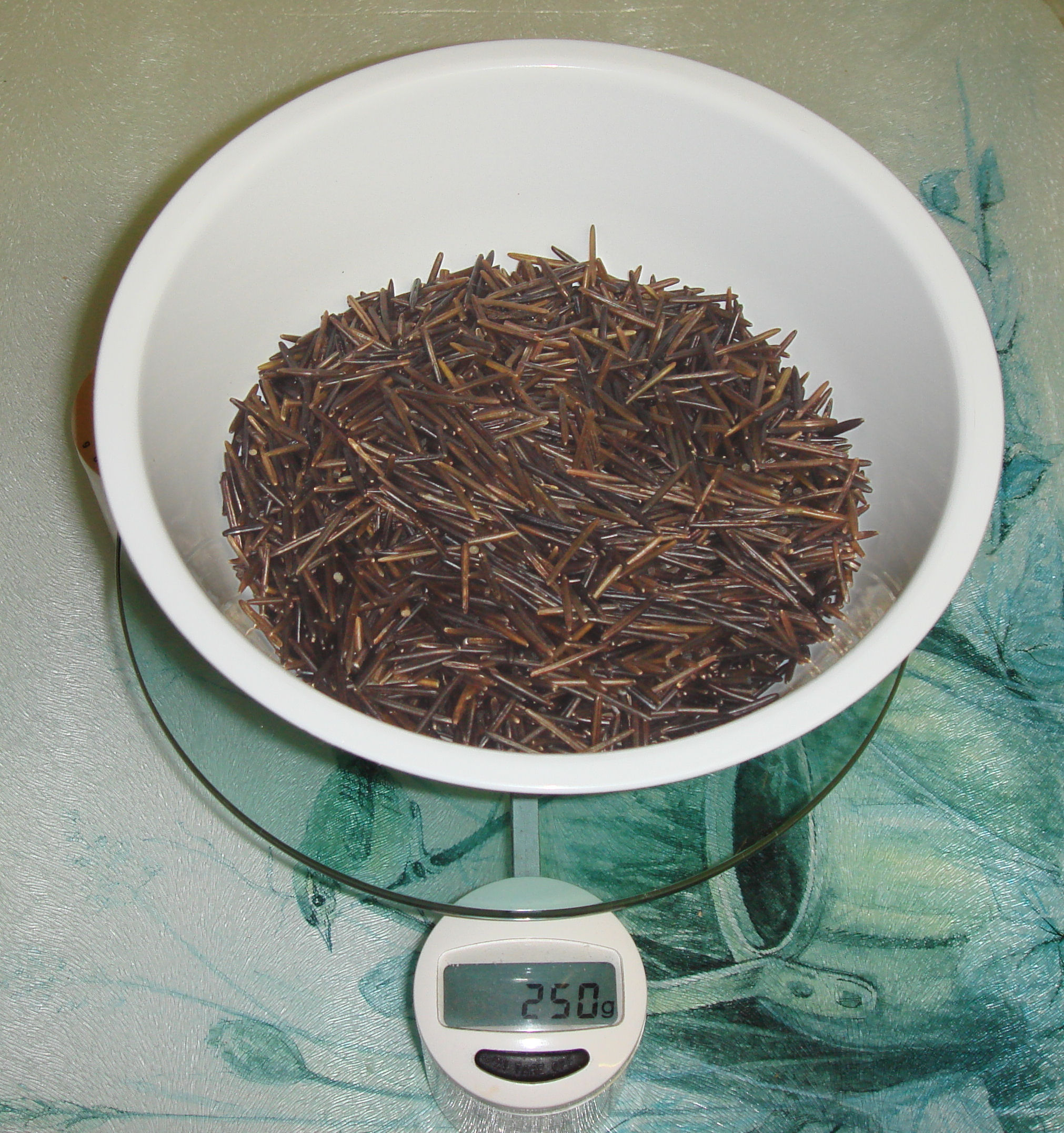
Wilde rijst
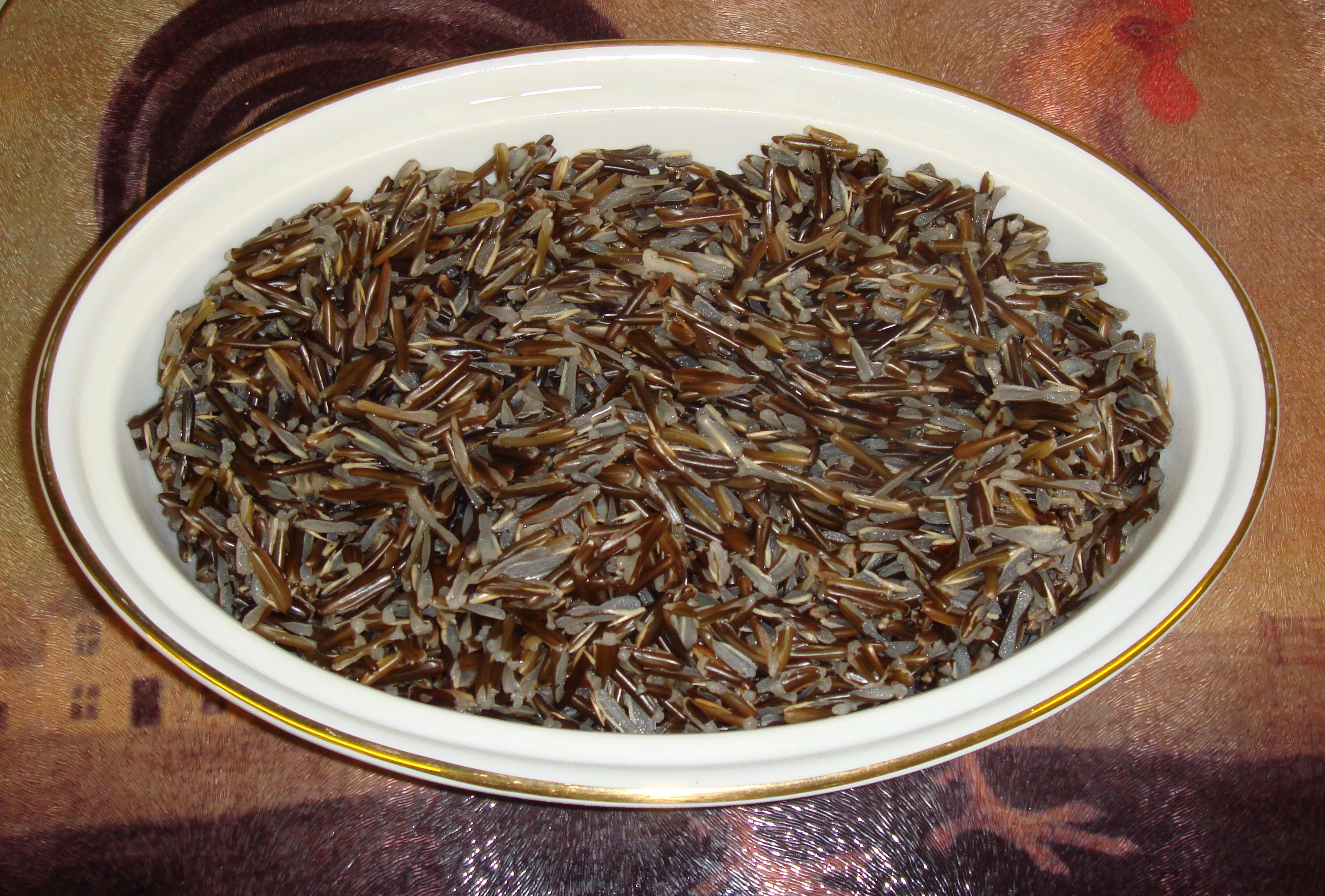
Gekookte wilde rijst